# Narcisse Parant
Narcisse Parant (* 5. Februar 1794 in Metz; † 5. Februar 1842 in Paris) war ein französischer Anwalt und Politiker. In der Zeit der Julimonarchie war er langjährig Abgeordneter und sechs Wochen lang Bildungsminister.
Parant ließ sich als Anwalt in Metz nieder und wurde nach der Julirevolution von 1830 im gleichen Jahr Generalprokurator von Metz und 1831 von Bourges. Bei den Wahlen zur Abgeordnetenkammer vom 5. Juli 1832 konnte Parant einen Sitz für den 2. Wahlkreis des Départements Moselle erringen und blieb bis zu seinem Tod Abgeordneter. 1832 wurde er zum Generalanwalt an der Cour de cassation ernannt. Unter Louis-Mathieu Molés Regierung war Parant 1837 kurzzeitig Unterstaatssekretär im Justizministerium. Am 12. März 1839 wurde Parant Berater am Cour de cassation und leitete vom 31. März 1839 bis zum 12. Mai 1839 das Bildungsministerium.

## Werke
- Tableau des villes, bourgs, villages de la Moselle (1825)
- Loi de la presse en 1836, ou Législation actuelle sur l’imprimerie et la librairie (1836)